# سركل (سقز)
قرية سركل (بالكردية: سەرکەل) هي إحدى القرى التابعة لـسرا في ريف قسم مركزي من مقاطعة سقز، في محافظة كردستان الإيرانية.

## السكان
حسب إحصاءات سنة 2006، بلغ إجمالي السكان في سركل 98 نسمة وعدد المساكن 16 مسكن. لغة سكان سركل هي اللغة الكردية و هم من أهل السنة والجماعة والمذهب الشافعي.